# 人情亭錦紅
人情亭 錦紅（にんじょうてい きんこう）は、落語家の名跡。
- 初代人情亭錦紅 - 江戸神田の大工出身、初め初代林屋正藏の門下で正八から上蔵、後に写し絵師の橘さん鳥斎の門下で口亭（または橘）蜂鳥を経て人情亭錦紅を名乗った。自ら工夫した「ひとり怪談」を創始した。
- 二代目人情亭錦紅 - 初代三遊亭圓生の門下、こちらは代々から外す場合もある。
- 三代目（二代目）人情亭錦紅 - 後∶三代目蓁々斎桃葉

（1870年11月28日 - ？）本名∶栗原 寅吉。
3代目の実の弟。明治末に初代三遊亭圓遊の門下で遊鶴、兄が亡くなってすぐの6月に麻布福槌亭で錦紅を襲名する。この年に真打昇進したと思われる。1918年の睦会の名簿に見えるがその後消息不明、その頃没した模様。
あだ名を「まがらずの寅さん」という。実の息子が日本奇術師の二代目一徳斎美蝶。